# Przegląd Kawalerii i Broni Pancernej
Przegląd Kawalerii i Broni Pancernej. Kwartalnik historyczny – pismo wydawane przez Zrzeszenie Kół Pułkowych Kawalerii w Londynie w latach 1963-2000. 
Kwartalnik był kontynuacją pisma "Przegląd Zrzeszenia Kół Pułkowych Kawalerii". Redaktorami naczelnymi byli: od t. 6, nr 46 (1967) Zygmunt Godyń i Ryszard Dembiński, od t. 9, nr 67 (1972) Zygmunt Godyń, od t. 12, nr 93 (1979) Leszek Rybicki, od t. 13, nr 99/100 (1980) Kornel Krzeczunowicz, od t. 14, nr 111/112 (1983) K. Draczyński, od t. 17, nr 125 (1987) Zbigniew Bachurzewski, ostatni t. 21, nr 152 (1996) Ryszard Dembiński.  W piśmie publikowano artykuły naukowe dotyczące dziejów polskiej wojskowości ze szczególnym uwzględnieniem dziejów kawalerii i broni pancernej.   